# John Beresford (polo)
Pour les articles homonymes, voir John Beresford et Beresford.
John George Beresford  (Douvres, Kent, Royaume-Uni, 10 juin 1847 - 8 mai 1925) est un joueur de polo britannique. En 1900, il remporta la médaille d'or en polo aux Jeux olympiques de Paris, avec l'équipe des Foxhunters Hurlingham. 